# Сади (зупинний пункт)
Сади́ — залізничний зупинний пункт Коростенської дирекції Південно-Західної залізниці.
Розташований на північно-східному обході Коростенського залізничного вузла у місті Коростень (місцевість Фрунзе) Коростенського району Житомирської області на лінії Овруч — Коростень між станціями Коростень-Подільський (2 км) та Коростень (2 км). Сади розташовані на місці Коростенського будівельно-монтажного управління 2 (БМЕУ-2).
Станом на лютий 2020 року щодня шість пар електропотягів прямують за напрямком Коростень/Коростень-Подільський — Бережесть/Виступовичі.